# نادي تيبليتسه
نادي تيبليتسه لكرة القدم (بالتشيكية:FK Teplice) نادي كرة قدم تشيكي يلعب في دوري الدرجة الممتازة . تم تأسيس النادي في سنة 1945 .